# Phyllanthus fuernrohrii
Phyllanthus fuernrohrii är en emblikaväxtart som beskrevs av Ferdinand von Mueller. Phyllanthus fuernrohrii ingår i släktet Phyllanthus och familjen emblikaväxter. Inga underarter finns listade i Catalogue of Life.